# Matts Olsson
Matts Olsson (* 1. Dezember 1988 in Karlstad) ist ein ehemaliger schwedischer Skirennläufer. Er startete im Weltcup zu Beginn in allen Disziplinen, konzentrierte sich aber seit 2008 hauptsächlich auf den Riesenslalom – seine stärkste Disziplin. 2008 wurde er Juniorenweltmeister in der Kombination. 

## Biografie
Olsson bestritt seine ersten FIS-Rennen im Februar 2004. Ein Jahr später belegte er beim Europäischen Olympischen Winter-Jugendfestival 2005 den sechsten Platz im Super-G. Im Jahr 2006 nahm er erstmals an Juniorenweltmeisterschaften teil und erreichte als bestes Resultat Rang sechs im Super-G. Ab der Saison 2006/07 startete er im Europacup. Im Januar 2007 wurde er schwedischer Juniorenmeister im Slalom und Riesenslalom, im Februar nahm er an den Weltmeisterschaften 2007 in Åre teil. Seine ersten großen internationalen Erfolge feierte er bei den Juniorenweltmeisterschaften 2007 in Zauchensee: In der Abfahrt gewann er die Silbermedaille, im Riesenslalom die Bronzemedaille und im Super-G wurde er Fünfter.
Seit der Saison 2007/08 startete Olsson auch im Weltcup, kam aber in seiner ersten Saison nicht in die Punkteränge. Bestes Resultat war Rang 31 in der Super-Kombination von Beaver Creek. Bei den Juniorenweltmeisterschaften 2008 in Formigal konnte er seine Vorjahreserfolge noch überbieten: Mit dem dritten Platz im Riesenslalom, dem vierten Platz in der Abfahrt und dem zehnten im Slalom wurde er Juniorenweltmeister in der Kombination. Zu Saisonende gewann er die schwedischen Meisterschaften im Riesenslalom und im Super-G. Am 28. Februar 2009 holte Olsson in seinem 23. Weltcuprennen, dem Riesenslalom von Kranjska Gora, mit Rang 26 seine ersten Weltcuppunkte. Am 1. April 2009 wurde er zum zweiten Mal schwedischer Riesenslalom-Meister und auch 2010 konnte er diesen Erfolg wiederholen.
Im November 2009 erzielte Olsson erstmals einen Podestplatz in einem Europacuprennen und am 11. Februar 2010 gelang ihm der erste Europacupsieg, womit er in der Saison 2009/10 den vierten Rang im Riesenslalomklassement belegte. Im Weltcup blieb er jedoch den gesamten Winter lang ohne Punkte. Erst zu Beginn der Saison 2010/11 konnte er wieder im Weltcup punkten, als er im Riesenslalom von Beaver Creek mit Laufbestzeit im zweiten Durchgang überraschend den zwölften Platz erreichte. Zwei Wochen später erzielte er mit dem siebten Platz im Riesenslalom auf der Gran Risa Alta Badia sein erstes Top-10-Ergebnis. Sein bestes Weltcupresultat des Winters erreichte er mit Rang sechs im Riesenslalom von Kranjska Gora. Bei den Weltmeisterschaften 2011 in Garmisch-Partenkirchen gewann er mit dem schwedischen Team die Bronzemedaille im Mannschaftswettbewerb.
Wie schon im Vorjahr erreichte Olsson auch in der Saison 2011/12 zwei Top-10-Ergebnisse im Weltcup und wieder war ein sechster Platz im Riesenslalom von Kranjska Gora sein bestes Resultat. Während er in der Saison 2012/13 einmal knapp unter die besten zehn fuhr, gelang ihm dies in der Saison 2013/14 – als er sich nunmehr ausschließlich auf den Riesenslalom konzentrierte – dreimal, mit einem vierten Platz in St. Moritz als Bestergebnis. Unterdurchschnittlich verlief hingegen die Saison 2014/15. Mitte September 2015 zog sich Olsson im Sommertrainingslager in Argentinien eine Knochenprellung zu. Bei genauerer Untersuchung in Schweden erwies sich die Verletzung jedoch als bedeutend schwerwiegender. Er hatte zusätzlich einen Kreuzbandriss im rechten Knie erlitten und musste die gesamte nachfolgende Saison aussetzen.
Olsson kehrte in der Saison 2016/17 ins Renngeschehen zurück und zeigte seine bis dahin besten Leistungen überhaupt. Am 29. Januar 2017 fuhr er in Garmisch-Partenkirchen auf den zweiten Platz; es war dies der erste Riesenslalom-Podestplatz eines Schweden seit Fredrik Nyberg im März 2006. Sechs Tage später folgte ein dritter Platz in Kranjska Gora. Im Weltcup 2017/18 gelangen ihm sechs Top-10-Ergebnisse. Dazu gehörte am 18. Dezember 2017 sein einziger Weltcupsieg im Parallel-Riesenslalom von Alta Badia. Zum letzten Mal auf dem Weltcup-Podest stand er am 8. Dezember 2018 in Val-d’Isère. Nachdem er im Weltcup 2019/20 nicht über einen elften Platz hinauskam, gab er am 14. März 2020 seinen Rücktritt bekannt.

## Erfolge

### Olympische Spiele
- Sotschi 2014: 14. Riesenslalom
- Pyeongchang 2018: 10. Riesenslalom

### Weltmeisterschaften
- Åre 2007: 28. Super-G, 36. Abfahrt
- Garmisch-Partenkirchen 2011: 3. Mannschaftswettbewerb, 18. Riesenslalom, 24. Super-G
- Schladming 2013: 18. Riesenslalom, 32. Super-G
- Vail/Beaver Creek 2015: 5. Riesenslalom
- St. Moritz 2017: 6. Riesenslalom
- Åre 2019: 16. Riesenslalom

### Weltcup
- 4 Podestplätze in Einzelrennen, davon 1 Sieg

| Datum             | Ort        | Land    | Disziplin             |
| ----------------- | ---------- | ------- | --------------------- |
| 18. Dezember 2017 | Alta Badia | Italien | Parallel-Riesenslalom |

- 2 Siege bei Mannschaftswettbewerben

### Weltcupwertungen
| Saison  | Gesamt | Gesamt | Riesenslalom | Riesenslalom | Kombination | Kombination | Parallel | Parallel |
| Saison  | Platz  | Punkte | Platz        | Punkte       | Platz       | Punkte      | Platz    | Punkte   |
| ------- | ------ | ------ | ------------ | ------------ | ----------- | ----------- | -------- | -------- |
| 2008/09 | 145.   | 5      | 50.          | 5            | –           | –           | –        | –        |
| 2010/11 | 63.    | 123    | 13.          | 114          | 42.         | 9           | –        | –        |
| 2011/12 | 65.    | 111    | 21.          | 111          | –           | –           | –        | –        |
| 2012/13 | 79.    | 69     | 26.          | 69           | –           | –           | –        | –        |
| 2013/14 | 47.    | 154    | 14.          | 154          | –           | –           | –        | –        |
| 2014/15 | 73.    | 81     | 22.          | 81           | –           | –           | –        | –        |
| 2016/17 | 32.    | 264    | 8.           | 264          | –           | –           | –        | –        |
| 2017/18 | 27.    | 299    | 5.           | 299          | –           | –           | –        | –        |
| 2018/19 | 29.    | 296    | 6.           | 296          | –           | –           | –        | –        |
| 2019/20 | 79.    | 81     | 21.          | 80           | –           | –           | 42.      | 1        |

### Europacup
- Saison 2009/10: 4. Riesenslalomwertung
- 4 Podestplätze, davon 3 Siege:

| Datum             | Ort      | Land        | Disziplin    |
| ----------------- | -------- | ----------- | ------------ |
| 11. Februar 2010  | Oberjoch | Deutschland | Riesenslalom |
| 28. November 2010 | Trysil   | Norwegen    | Riesenslalom |
| 27. Januar 2015   | Lélex    | Frankreich  | Riesenslalom |

### Juniorenweltmeisterschaften
- Québec 2006: 6. Super-G, 23. Abfahrt, 23. Riesenslalom
- Zauchensee 2007: 2. Abfahrt, 3. Riesenslalom, 5. Super-G
- Formigal 2008: 1. Kombination, 3. Riesenslalom, 4. Abfahrt, 10. Slalom

### Weitere Erfolge
- 6 schwedische Meistertitel (Super-G 2008; Riesenslalom 2008, 2009, 2010, 2012 und 2015)
- Dreifacher schwedischer Juniorenmeister (Slalom 2007, Riesenslalom 2007 und 2008)
- 1 Podestplatz im Nor-Am Cup
- 1 Sieg im Australia New Zealand Cup
- Europäischen Olympischen Winter-Jugendfestival 2005: 6. Riesenslalom
- 10 Siege in FIS-Rennen